# Dmitri Tertychny
Dmitri Valerievitch Tertychny - en russe : Дмитрий Валерьевич Тертышный, et en anglais : Dmitri Tertyshny - (né le 26 décembre 1976 à Tcheliabinsk en URSS et mort le 23 juillet 1999 au lac Okanagan dans la province de Colombie-Britannique au Canada) est un joueur professionnel russe de hockey sur glace. Il évoluait au poste de défenseur.

## Biographie
Au terme de sa première saison avec le Traktor Tcheliabinsk au championnat de Russie, Tertychny est repêché par les Flyers de Philadelphie au 132e rang, sixième tour du repêchage d'entrée dans la LNH 1995. Il joue trois autres saisons avec le Traktor avant de faire le saut dans la Ligue nationale de hockey avec les Flyers lors de la saison 1998-1999. Il joue 62 parties avec les Flyers et totalise 10 points dont deux buts et huit assistances.
Au lendemain de saison recrue, le 23 juillet 1999, il passe la journée dans un bateau au lac Okanagan avec deux autres joueurs, Francis Bélanger et Mikhaïl Tchernov. Tertychny est jeté par-dessus bord après qu'une vague ait frappé le bateau ; l'embarcation passe au-dessus de lui et l'hélice du bateau lui sectionne l'artère carotide et la veine jugulaire. Il meurt au bout de son sang quelques minutes plus tard, alors âgé de seulement 22 ans,.

## Statistiques
| Saison    | Équipe                 | Ligue     |    | Saison régulière | Saison régulière | Saison régulière | Saison régulière | Saison régulière |   | Séries éliminatoires | Séries éliminatoires | Séries éliminatoires | Séries éliminatoires | Séries éliminatoires |
| Saison    | Équipe                 | Ligue     | PJ | B                | A                | Pts              | Pun              | PJ               | B | A                    | Pts                  | Pun                  |                      |                      |
| 1994-1995 | Traktor Tcheliabinsk   | MHL       | 38 | 0                | 3                | 3                | 14               | 1                | 0 | 0                    | 0                    | 0                    |                      |                      |
| 1995-1996 | Traktor Tcheliabinsk   | MHL       | 44 | 1                | 5                | 6                | 50               | -                | - | -                    | -                    | -                    |                      |                      |
| 1996-1997 | Traktor Tcheliabinsk   | Superliga | 40 | 2                | 5                | 7                | 32               | 2                | 0 | 0                    | 0                    | 2                    |                      |                      |
| 1997-1998 | Traktor Tcheliabinsk   | Superliga | 46 | 3                | 7                | 10               | 18               | -                | - | -                    | -                    | -                    |                      |                      |
| 1998-1999 | Flyers de Philadelphie | LNH       | 62 | 2                | 8                | 10               | 30               | 1                | 0 | 0                    | 0                    | 2                    |                      |                      |